# San Pedro de la Viña
San Pedro de la Viña es una localidad española del municipio de Santibáñez de Vidriales, en la provincia de Zamora, y la comunidad autónoma de Castilla y León.

## Geografía
Se encuentra situada en la comarca de Benavente y Los Valles. Junto con las localidades de Bercianos de Vidriales, Moratones, Pozuelo de Vidriales, Rosinos de Vidriales, Santibáñez de Vidriales, Villaobispo y Tardemézar, conforman el municipio de Santibáñez de Vidriales.

## Historia

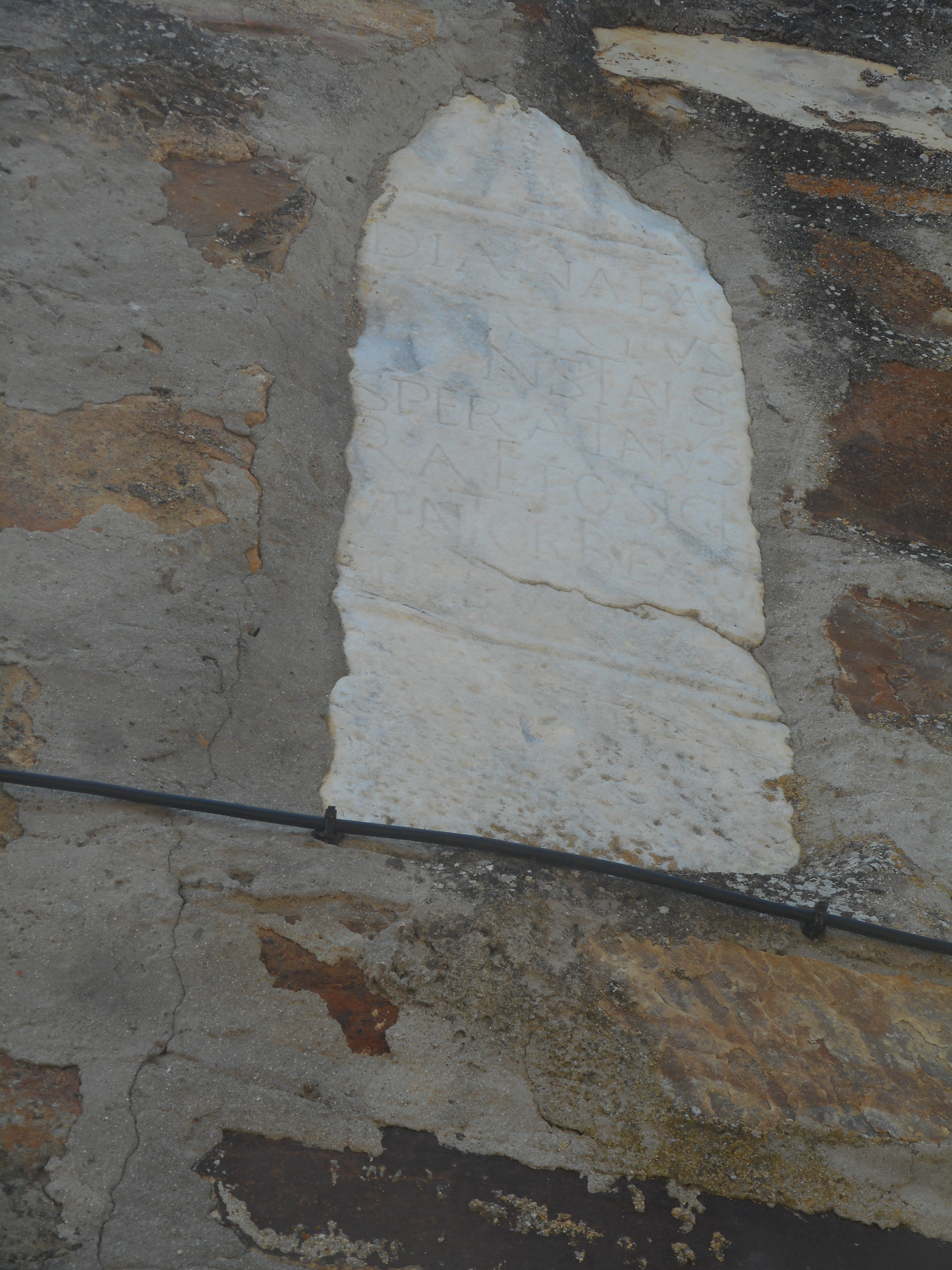
Inscripción votiva romana empotrada en la fachada de la iglesia de San Pedro de la localidad

En la Edad Media, el territorio en el que se asienta San Pedro quedó integrado en el Reino de León, cuyos monarcas habrían emprendido la fundación del pueblo.
Posteriormente, en la Edad Moderna, San Pedro de la Viña fue una de las localidades que se integraron en la provincia de las Tierras del conde de Benavente y dentro de esta en la Merindad de Vidriales y la receptoría de Benavente.
No obstante, al reestructurarse las provincias y crearse las actuales en 1833, San Pedro de la Viña pasó a formar parte de la provincia de Zamora, dentro de la Región Leonesa, quedando integrada en 1834 en el partido judicial de Benavente.
Hasta 1970 San Pedro de la Viña fue un municipio independiente, año en que se incorporó al de Santibáñez de Vidriales.

## Geografía humana

### Demografía
| Gráfica de evolución demográfica de San Pedro de la Viña entre 1842 y 1960 |
| |
| Población de derecho según los censos de población del INE Población de hecho según los censos de población del INEEntre el censo de 1970 y el anterior, este municipio desaparece porque se integra en el municipio 49206 (Santibáñez de Vidriales) |

### Economía
Su economía está basada en la agricultura cerealista, los viñedos y los productos de huerta como los pimientos y tomates. Estos últimos muy cotizados en los mercados de El Puente de Sanabria, Astorga, León, Benavente y La Bañeza. Asimismo, el sector ganadero, a través de la construcción de varios cebaderos, ha adquirido gran relevancia en los últimos tiempos. Destaca, por su calidad, la industria existente en esta localidad de embutidos y jamones, adherida a la «marca de garantía Chorizo Zamorano».

## Patrimonio
Su edificio principal es la «iglesia de San Pedro». La «Fuente Vieja» o «Fuente del Lugar» es considerada de tipología romana, habiendo sido restaurada y cubierta con un tejadillo para su mejor conservación.

## Fiestas
La fiesta principal es la de su patrón, San Pedro, el 29 de junio, aunque algunos años es trasladada al fin de semana más cercano para facilitar la afluencia de visitantes. En el día de Pentecostés se hace la novena de la Virgen del Carmen.